# Гронінгенська сеньйорія
Гронінгенська сеньйорія (нід. Heerlijkheid Groningen, фриз. Hearlikheid Grinslân) — феодальне володіння в Нижніх країнах під владою дому Габсбургів між 1536 і 1594 роками, яке відповідає сучасній нідерландській провінції Гронінген.

## До 1536 року
Слід розрізняти місто Гронінген та навколишню сільську місцевість, відому як Оммеланден. Місто Гронінген ще у XII столітті здобуло незалежність від свого формального землевласника, єпископа Утрехтського. Оммеландці, разом зі своїми фризькими сусідами, насолоджувалися фризькою свободою і ніколи не мали сеньйора. Отже, до 1536 року поняття Гронінгенська сеньйора ніколи не існувало.

## Карл V
Після перемоги Габсбургів у Битві при Гейлігерле під час Гельдерських війн, місто Гронінген та Оммеланден перейшли під владу імператора Священної Римської імперії Карла V. Вони були об'єднані у складі Гронінгенської сеньйорії та керувалися штатгальтером, але зі збереженням їхніх давніх прав та привілеїв. Через переважне положення міста, об'єднання ніколи не було дуже успішним. У 1548 році Гронінгенська сеньйорія увійшла до складу імперського Бургундського округу.

## Голландське повстання
Коли в 1579 році повсталими провінціями Нижніх країн було підписано Утрехтську унію, до неї також приєдналась Гронінгенська сеньйорія. Але в Оммеландені, який побачив у цьому можливість повернути собі незалежність від міста, було набагато більше ентузіазму, ніж у самому Гронінгені. У березні 1580 року штатгальтер Георг ван Лалінг зумів переконати місто Гронінген вийти з Утрехтської унії та залишитися вірним королю Іспанії. Місто стало північним бастіоном іспанців у Вісімдесятирічній війні, але вони втрачали дедалі більше територій, поки місто не було взяте після облоги в 1594 році.
Сеньйорія була скасована, але Гронінген та Оммеланден залишилися об'єднаними в одній адміністративній одиниці Стад ен Ланде (Місто і Землі), яка увійшла до складу Республіки Семи Об'єднаних провінцій Нідерландів.